# TV2–117
A TV2–117 a szovjet, majd orosz gyártmányú, tengelyteljesítményt szolgáltató gázturbinás hajtómű (szabadturbinás hajtómű), melyet a Klimov tervezőirodában fejlesztettek ki az 1960-as évek elején a Mi–8 közepes szállító helikopter számára. Továbbfejlesztett, növelt teljesítményű változata a TV3–117 gázturbina.

## Története
A hajtómű tervezését 1959-ben kezdték el a Vlagyimir Klimov irányítása alatt álló leningrádi OKB–117 tervezőirodában (napjainkban: Klimov gépgyár). A hajtómű főkonstruktőre Szergej Izotov volt, aki később a tervezőiroda élén követte az 1962-ben elhunyt Klimovot. A hajtómű tervezésével párhuzamosan folyt a VR–8 reduktor fejlesztése is. A Mi–8 helikopteren a főhajtómű-egységet két TV2–117 gázturbina és egy VR–8 reduktor alkotta. A hajtómű 1964-re készült el. Sorozatgyártása 1965-ben kezdődött a Permi Motorgyárban (ma: Aviadvigatyel). A sorozatgyártás 1997-es befejezéséig kb. 23 ezer darab TV2–117-es hajtóművet állítottak elő.
A TV2–117-es hajtómű több ipari gázturbina alapjául is szolgált, melyeket erőművekben, szivattyú- és kompresszorállomásokon üzemeltetnek.

## Típusváltozatai

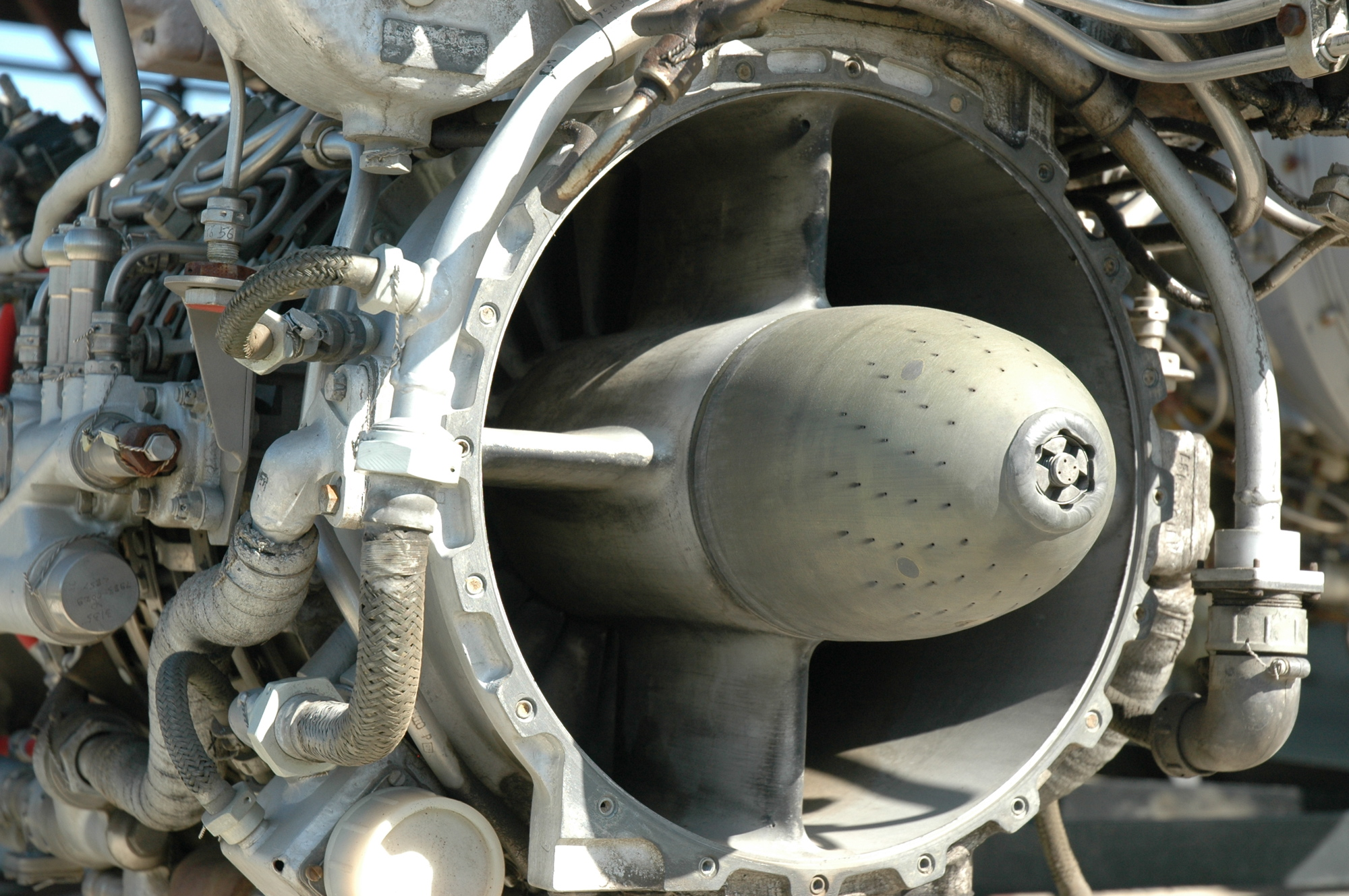
Egy TV2–117A kompresszorának beömlő nyílása

- TV2–117A – Főként a sorozatgyártás egyszerűsítését szolgáló konstrukciós javításokat tartalmazó változat. A kompresszor állórésze puha bevonatot kapott. Maximális (felszálló) teljesítménye 1118 kW (1500 LE).
- TV2–117AG – A TV2–117A-n alapuló változat, melynél grafittömítéseket alkalmaztak (erre utal a típusjelzésben a G betű). A nagyjavítások során az összes TV2–117A változatot a tömítések cseréjével TV2–117AG változatúvá építették át.
- TV2–117F – A Mi–8FT-hez kifejlesztett változat, amely nehéz időjárási körülmények közötti üzemeltetésre is alkalmas. Csak kis sorozatban gyártották. Alkalmas rendkívüli üzemmódra. Az amerikai FAR–33-as előírásoknak megfelelő hajtómű Japánban is kapott típusengedélyt.
- TV2–117TG – „Mindenevő” kísérleti típus, amely sokféle üzemanyaggal (pl. cseppfolyós földgáz, propán-bután gázkondenzátum, benzin, gázolaj, kerozin) működhet. A hajtóművet a nehéz üzemeltetési körülményekre (Szibéria és sarkvidéki) tervezett Mi–8TG-hez szánták. A mindenevő hajtómű koncepciójának az alapja az volt, hogy háborús helyzetben a jó minőségű kerozin feltételezhető hiánya esetén más, alternatív üzemanyagokkal is üzemeltethető legyen.
- TR2–117 – A TV2–117 gázgenerátorán alapuló kísérleti gázturbinás sugárhajtómű, melyet pilóta nélküli repülőgépekhez szántak. Nem gyártották sorozatban.

## Műszaki adatok[2]
- Hossz: 2835 mm (segédberendezésekkel és gázkiömlő csővel együtt)
- Szélesség: 547 mm
- Magasság: 747 mm
- Száraz tömeg: 330 kg
- Fajlagos üzemanyag-fogyasztás: 503 g/kWh
- Légnyelés:
- Gázhőmérséklet a turbina előtt:
- Teljesítmény:[3]
  - Legnagyobb (felszálló): 1118 kW (1500 LE)
  - Normál üzemi: 1000 LE
- Fajlagos üzemanyag-fogyasztás:
  - Felszálló üzemmódban: 374 g/kWh
  - Normál üzemben: 421 g/kWh